# Brodi
Brodi (ukrán nyelven: Броди, lengyel nyelvenː Brody, jiddis nyelvenː בראָד, orosz nyelven: Броды) város Nyugat-Ukrajnában, a Lvivi területen. A Brodi járás közigazgatási központja.

## Fekvése
Lvivtől 90 km-rel északkeletre, a Sztir folyó felső völgyében fekvő település.

## Története
Brodit 1084-ben Vlagyimir Monomah utasításaiban említették először. 1241-ben valószínűleg Batu kán elpusztította.
1441-től a terület különböző feudális családok (Jan Sieniński; 1511-től Kamieniecki) birtokában volt. 
Az ekkor Lengyelországhoz tartozó település Báthory István lengyel király 1544. augusztus 22-én kiadott kiváltságlevele alapján városi és vásárjogot kapott, mely jogokat 1597-ben megerősítették. 1584-ben a település a Lubicz nevet kapta, de már egy 1598-ból származó dokumentumban Brody néven említették. 
A városnak a 17. század óta a ruszinokon és a lengyeleken kívül jelentős számú zsidó (a város lakosságának 70%-a), örmény és görög lakosa is volt.
1629-ben a város Stanisław Koniecpolskinak, a lengyel történelem egyik legkiválóbb katonai parancsnokának a birtokába került, aki a városban elrendelte a brodi vár (1630–1635) építését. Az erősséget a francia katonai mérnök, Guillaume Le Vasseur de Beauplan tervezte. Ez volt az egyik legerősebb vár, amely a gyakori tatár és a kozák invázióinak útján található. IV. Ulászló lengyel király 1633-ban kiváltságot adott ki Krakkóban a vár építésével kapcsolatosan, amelyekben brodi a lublini és a toruńi vásárokkal azonos jogokat kapott, valamint 15 éves adómentességet biztosított a város lakói számára. Koniecpolski védnöksége alatt a város virágzott. 1637-ben egy iskolát is alapítottak, amelyre a Krakkói Egyetemről vettek át oktatókat. 1643-ban megindult a selyem- és gyapjúszövet gyártás is a városban, ez volt az egyik ilyen típusú vezető manufaktúra Lengyelországban. 

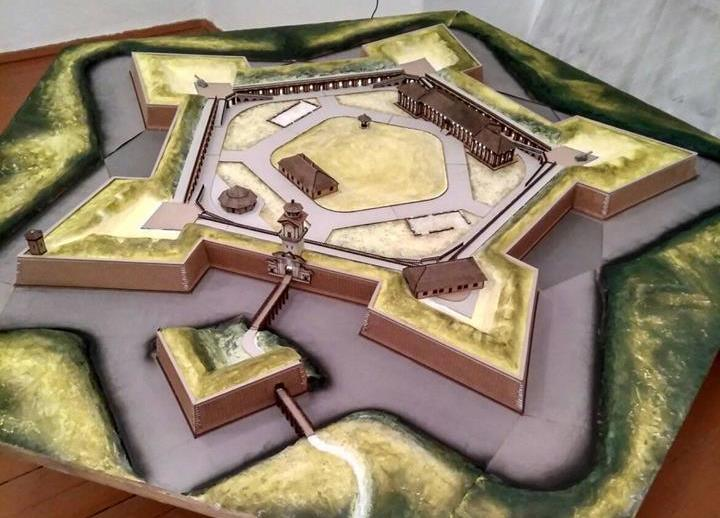
A brodi vár makettje

1648-ban, a kozákok felkelése során a vár nyolc hétig kitartott, amíg Bohdan Hmelnickij el nem foglalta. A kozákok elpusztították és kirabolták a várost.
1704-ben a Potocki család vásárolta meg Brodit. 1734-ben az várat orosz csapatok pusztították el, később a helyén Stanisław Szczęsny Potocki barokk stílusú palotát épített ide.
Lengyelország első felosztásakor, 1772-ben Brodi a Habsburg Birodalom részévé vált (1804-től Osztrák Birodalom). 
Az osztrák–lengyel háború (az ötödik koalíciós háború része) idején, 1809. május 27-én a lengyelek harc nélkül foglalták el a várost. 
1817-ben reáliskolát alapítottak Brodiban, melynek épületét 1865-ben tornyossá alakítottak át. Az osztrák politika liberalizálódott a lengyel területeken, így 1904 után ebben az iskolában a német nyelvet fokozatosan felváltotta a lengyel.
Brodi 1919-ben a második lengyel köztársaság részévé vált, miután Lengyelország egy évvel korábban visszanyerte függetlenségét. Az 1920-as lengyel–szovjet háború miatt a lengyel és az orosz erők általi súlyos pusztítások helyszíne, mellyel Isaac Babel a Lovashadsereg novelláiban foglalkozik részletesen. 
Közigazgatási szempontból a város Brodi megye székhelye lett a Tarnopoli vajdaságban. Brodi fontos katonai bázis volt, akkor a Határőr Lovassági Dandár székhelye. 1936-ban a környező területek gazdálkodói számára alapították meg a Brodi Népi Egyetemet (Uniwersytet Ludowy w Brodach). 
Lengyelország szovjet inváziója után, a második világháború alatt, 1939 szeptemberében, Brodit a Vörös Hadsereg foglalta el. 1941. június 26. és június 30. között a közelben harc zajlott a német 1. Páncélos Hadsereg és öt szovjet gépesített hadtest között, mindkét oldalon súlyos veszteségekkel. 1941 és 1944 között Németország elfoglalta. 1944 júliusától augusztusáig Brodi és a közeli térségében zajlott a stratégiailag fontos Lvov–sandomierzi hadművelet (ennek volt része a brodi katlan), ahol a szovjet hadsereg sikeresen bekerítette és részben felszámolta a német Észak-ukrajnai Hadseregcsoportot. A szovjetek ismét elfoglalták a várost és 1945-ben a Szovjetunióhoz csatolták.
A hidegháború alatt a brodi légi bázis a szovjet légierő ezredeit szolgálta, miközben a város észrevehetően militarizált volt. A mai napig a város egyes részeinek Bili Kazarmi (Fehér Laktanyák) és Cservonyi Kazarmi (a Vörös Laktanya) az elnevezése.

## Nevezetességek
- Brodi történelmi és körzeti néprajzi múzeum - 2001-ben alapították.

## Itt születtek, itt éltek
- Stanisław Koniecpolski - Brodiban halt meg 1646. március 11-én.
- Itt született Bisseliches Mózes mérnök, újságíró (1878. december 29. – 1970).

## Fordítás
- Ez a szócikk részben vagy egészben  a   Brody című angol Wikipédia-szócikk ezen változatának fordításán alapul.  Az eredeti cikk szerkesztőit annak laptörténete sorolja fel. Ez a jelzés csupán a megfogalmazás eredetét és a szerzői jogokat jelzi, nem szolgál a cikkben szereplő információk forrásmegjelöléseként.